# Gornja Obrijež
Gornja Obrijež falu Horvátországban Pozsega-Szlavónia megyében. Közigazgatásilag Pakráchoz tartozik.

## Fekvése
Pozsegától légvonalban 42, közúton 57 km-re, községközpontjától légvonalban 5, közúton 6 km-re északnyugatra, Nyugat-Szlavóniában fekszik. Nyugatról Veliki Banovac, délről Stari Majur, Mali Banovac és Batinjani, keletről Omanovac határolja.

## Története
A térség a középkorban Fejérkő várának uradalmához tartozott, a 16. század közepétől több mint száz évig török uralom alatt állt. A 17. század végétől a török kiűzése után a területre folyamatosan telepítették be a keresztény lakosságot. Első írásos említése 1698-ban „Obrez” alakban a török uralom alól felszabadított települések összeírásában történt. Az első katonai felmérés térképén „Dorf Obris” néven találjuk. Lipszky János 1808-ban Budán kiadott repertóriumában „Obries” néven szerepel. Nagy Lajos 1829-ben kiadott művében „Obries” néven összesen 123 házzal, 564 katolikus és 266 ortodox vallású lakossal találjuk.
1876-ban a Dolomitok aljáról, Belluno környékéről olaszok települtek be. A településnek 1857-ben 253, 1910-ben 438 lakosa volt. 1910-ben a népszámlálás adatai szerint lakosságának 81%-a szerb, 15%-a olasz, 3%-a horvát anyanyelvű volt. Pozsega vármegye Pakráci járásának része volt. Az első világháború után 1918-ban az új szerb-horvát-szlovén állam, majd később (1929-ben) Jugoszlávia része lett. 1991-ben lakosságának 58%-a szerb, 12%-a horvát, 12%-a olasz nemzetiségű volt. 2011-ben 81 lakosa volt.

## Lakossága
| Lakosság változása | Lakosság változása | Lakosság változása | Lakosság változása | Lakosság változása | Lakosság változása | Lakosság változása | Lakosság változása | Lakosság változása | Lakosság változása | Lakosság változása | Lakosság változása | Lakosság változása | Lakosság változása | Lakosság változása | Lakosság változása |
| ------------------ | ------------------ | ------------------ | ------------------ | ------------------ | ------------------ | ------------------ | ------------------ | ------------------ | ------------------ | ------------------ | ------------------ | ------------------ | ------------------ | ------------------ | ------------------ |
| 1857               | 1869               | 1880               | 1890               | 1900               | 1910               | 1921               | 1931               | 1948               | 1953               | 1961               | 1971               | 1981               | 1991               | 2001               | 2011               |
| 253                | 0                  | 0                  | 304                | 352                | 438                | 432                | 571                | 402                | 483                | 410                | 321                | 302                | 284                | 77                 | 81                 |

(1869-ben és 1880-ban lakosságát Obrijež néven Donja Obriježhez számították.)